# Monastère de Ciolanu
Le monastère de Ciolanu est un monastère de moines orthodoxes, situé dans le Județ de Buzău en Roumanie méridionale. Il fut érigé autour de 1570 par Dumitru Ciolanu, un boyard de Buzău, dont il porte le nom, et la famille boyarde de Sorescu de la commune voisine de Vernești. 
La bâtisse contient un musée contenant des icônes peintes par Gheorghe Tattarescu, des objets et des habits religieux. 